# دهستان شاپورآباد
دهستان شاپورآباد یکی از دهستان‌های بخش حبیب‌آباد شهرستان برخوار در استان اصفهان ایران است.

## جمعیت
براساس سرشماری مرکز آمار ایران در سال ۱۳۹۰، جمعیت آن ۱۶۸ نفر (در ۵۹ خانوار) بوده‌است.